# 小谷内秀夫
小谷内 秀夫（こやうち ひでお、1948年6月8日 - ）は、京都府生まれの元騎手・現調教助手。

## 来歴
中学卒業後は普通の会社で3年間働いていたが、騎手になりたいと思って京都競馬場を訪れ、どうすれば騎手になれるか聞いたところ、栗東・戸山為夫厩舎を紹介される。
1975年3月1日に戸山厩舎から27歳でデビューし、阪神第3競走4歳未勝利・ドージマサクラ（7頭中7着）で初騎乗を果たすと、初勝利は同年8月23日の函館第1競走3歳未勝利・タニノレオで初勝利を挙げた。1年目の同年は特別戦3勝を含む9勝を挙げ、2年目の1976年に初の2桁となる13勝をマークすると、1995年まで20年連続2桁勝利を記録。
1976年はタニノムーティエ産駒タニノレオで第37回菊花賞に騎乗し、本馬場入場では杉本清（当時・関西テレビアナウンサー）に「タニノムーティエが来ました！の声にスタンドが沸いて早や6年。懐かしのムーティエ街道からゴール目指して鋭く伸びるか、タニノレオ」と紹介され、レースではダービー馬クライムカイザーと同着の5着と健闘。3年目の1977年からはバンブトンコート・インターグシケンと「関西三羽ガラス」を形成したラブリトウショウの主戦騎手として活躍し、北海道3歳ステークスで重賞初勝利を挙げる。暮れの阪神3歳ステークスではインターグシケンにアタマ差3着と一角を守り、同年の優駿賞最優秀3歳牝馬を受賞。1978年にはシンザン記念でインターグシケンを破って重賞2勝目を挙げるが、故障でクラシックを棒に振る。エリザベス女王杯ではキタノカチドキの妹リードスワローの2着に終わったが、プリテイキャストや桜花賞馬オヤマテスコとオークス馬ファイブホープには先着した。1980年にはマーブルトウショウで阪神3歳ステークス3着、1981年の桜花賞ではブロケード・テンモンから3馬身離されたが関西馬最先着の3着に入り、東京優駿にも挑戦した。
1982年にはテンポイントの甥ワカテンザンで牡馬クラシック路線を戦い、きさらぎ賞を制したほか、シンザン記念・スプリングステークス2着と結果を残す。皐月賞は20頭立ての16番枠に入ったが、積極的なレース運びで、向正面では前を行くゲイルスポート、ダンサーズルーラ、ハギノカムイオーらをマークするように6、7番手まで進出。3コーナー手前からスパートし、一気に先頭をうかがう構えを見せた。直線に入ると内から伸びてきたアサカシルバーに後れをとるも、懸命に追いすがってその差を徐々に詰めていくが、ゴール前の争いに割って入ってきたアズマハンターが一瞬で2頭を捉える。ワカテンザンは一転して2着争いを演じることになったが、ハナ差で2着を確保。東京優駿は2番人気に支持され、直線で内から伸びて残り200m地点からバンブーアトラスとの追い比べとなったが半馬身及ばず、またしても2着と涙を飲んだ。1982年9月26日の函館第3競走4歳未勝利・マンジュデンドータで通算100勝を達成し、1985年にはワカテンザンの弟ワカオライデンで朝日チャレンジカップを制し、1989年2月26日の阪神第9競走ゆきやなぎ賞・フレッシュロマンで200勝を達成。1991年にはユートジェーンで新潟3歳ステークスを制するなど自己最多の25勝をマークし、同年の優秀騎手賞（勝率部門）を受賞。ユートジェーンとのコンビでは阪神3歳牝馬ステークスにも騎乗し、逃げて後ろを振り返って追い出すと、リードを2馬身半に広げるなど見せ場を作り、ニシノフラワー・サンエイサンキュー・シンコウラブリイに次ぐ4着と健闘。
フリーとなった1992年の新潟大賞典ではタニノボレロに騎乗し、メジロパーマーの逃げ切り許すも、シャコーグレイド・イクノディクタスを抑えて2着に入る。せん馬のためクラシックに出られなかったレガシーワールドにも騎乗し、同厩ミホノブルボンの三冠達成がかかった菊花賞当日の準メイン・ドンカスターステークスでは、外国産馬のためクラシックに出られなかったヒシマサルの追撃を振り切って勝利。連勝の勢いで、国際GIとして認定されたジャパンカップにも挑戦。同年のジャパンカップはユーザーフレンドリー・クエストフォーフェイム（ イギリス）、ドクターデヴィアス（ アイルランド）、レッツイロープ（ オーストラリア）、ナチュラリズム（ ニュージーランド）、ディアドクター（ フランス）など世界中の強豪馬が集まって「レース史上最強」とも評され、トウカイテイオー（ 日本）でも単勝10.0倍の5番人気に留まった。その煽りを受けて10番人気となったレガシーワールドで積極的に逃げを打ち、トウカイテイオーとナチュラリズムが激しい叩き合いを繰り広げる中、大健闘の4着に粘った。続く有馬記念では内から鋭い差し脚を炸裂させたものの、大逃げで失速しながらも二の脚を使ったメジロパーマーにハナ差2着と屈したが、ナイスネイチャ・レッツゴーターキンには先着した。
1993年はアメリカジョッキークラブカップから始動したが、レースでは大方の予想通りハナを叩くも、1コーナーを行くあたりで最内枠のホワイトストーンが先頭を譲る。柴田政人が冷静さを失わずに先頭をキープし作り出す淡々とした絶好のイーブンペースを2番手で折り合い、4コーナーを前に早々と仕掛ける柴田にワンテンポ遅れて小谷内もゴーサインを出したが、直線に向く頃にはセーフティリードが完成。ホワイトストーンに逃げ切りを許す2着に終わり、小谷内は主戦を降板。
1994年10月15日の福島第2競走4歳未勝利・シロキタゴールドで300勝を達成するが、1996年は自己最低の5勝に終わる。同年の中日新聞杯ではビゼンニシキ産駒のマンノチャレンジで3着、1997年の中日スポーツ賞4歳ステークスでは10番人気のランドスピードで2着に突っ込んで馬連万馬券を演出するが、1997年10月11日の福島第7競走4歳未勝利・メロディトウショウが最後の勝利となる。1998年は3月15日の中京第9競走寒狭川特別・ハイグレードマリー（16頭中12着）が中央最後の騎乗、同18日の船橋第10競走'98フレンドリーブーツ特別・ターフブライト（14頭中8着）が最終騎乗となり、20日に騎手を引退。
引退後は加用正厩舎の調教助手。

## 成績

### 通算成績
- 3734戦341勝[8]2着358回3着329回[1] 勝率0.91 連対率0.187

### 主な騎乗馬
重賞5勝
- ラブリトウショウ（1977年北海道3歳ステークス[1]、1978年シンザン記念[1]）
- ワカテンザン（1982年きさらぎ賞）[8]
- ワカオライデン（1985年朝日チャレンジカップ[1]）
- ユートジェーン（1991年新潟3歳ステークス[1]）

その他
- タヤスツヨシ
- テイエムジャンボ
- ドージマムテキ
- レガシーワールド

## 関係者
- 戸山為夫（師匠）
- 武永祥（同門。兄弟子）
- 小島貞博（同門。兄弟子）
- 森秀行（同厩舎所属）
- 加用正